# Lewes
Lewes (pronuncia [ˈluːɨs]) è una piccola città, di 16 222 abitanti sita nel distretto di Lewes, situata a sud est della contea dell'East Sussex ed è il capoluogo del distretto omonimo. La cittadina si trova a circa 70 km a sud est di Londra ed è collegata alla stessa per ferrovia. Essa è attraversata dal fiume Ouse. La città è nota per essere sede del Glyndebourne Festival Opera.

## Storia
Nell'XI secolo, o forse prima, esisteva un villaggio che era centro amministrativo della zona. Guglielmo il Conquistatore aveva assegnato dei territori a Guglielmo I di Warenne a condizione che vi costruisse un castello.

## Monumenti e luoghi d'interesse
- Chiesa di San Giovanni sub Castro, edificio moderno su fondamenta medievali
- Offham Hill, recinto rialzato risalente al Neolitico.

## Amministrazione

### Gemellaggi
- Waldshut-Tiengen, dal 1974
- Blois, dal 30 giugno 1963